# Nginx
nginx (ausgesprochen wie englisches „engine-ex“ [ˌɛnʤɪn ˈɛks]) ist eine von Igor Sysoev entwickelte, unter der BSD-Lizenz veröffentlichte Webserver-Software, Reverse Proxy und E-Mail-Proxy (POP3/IMAP). Nginx wird derzeit (Stand Februar 2024) bei rund 32 % der 10.000 Webseiten mit dem höchsten Traffic verwendet. Im Februar 2017 betrug der Marktanteil des Nginx-HTTP-Servers in Deutschland 8,6 %, in Österreich 9,6 % und in der Schweiz 10,8 %.

## Funktionsumfang
Nginx ist modular aufgebaut und unterstützt durch die verschiedenen Module Techniken wie Lastverteilung und Reverse Proxying, namens- und IP-basierte Virtual Hosts, FastCGI, direkten Zugriff auf den Memcached Cache, SSL, Flash-Video-Streaming, das WebSocket-Protokoll und vieles mehr. Mit dem Naxsi-Modul kann nginx auch als Web Application Firewall fungieren.

## Verbreitung
Nginx wurde speziell auf die Bedürfnisse der Projekte der großen russischen Suchmaschine Rambler zugeschnitten und wird dort heute noch verwendet. Aufgrund der Vielfalt, der hohen Leistung und der guten Konfigurierbarkeit wird nginx bei vielen anderen großen Services wie WordPress.com, GitHub, SourceForge, ComputerBase, Golem.de, FastMail, Wikimedia, ImageShack, Hulu, Doodle und Netflix eingesetzt. Aufgrund der geringen Größe und der reverse-proxy-Funktionalität ist nginx zudem beliebt, um die wahre Adresse der Kontrollserver von Botnetzen zu verschleiern.
Gemäß Erhebungen des Unternehmens Netcraft betrug die Anzahl der von nginx bedienten Server im Mai 2019 387,5 Millionen, was einem Marktanteil vom 29,2 Prozent entspräche.
Laut Netcraft-Statistik wurden im Februar 2025 19,6 % aller Webserver mit nginx betrieben; rund 227 Millionen Webserver, die Tendenz ist leicht fallend. Nginx verliert unter anderem Marktanteil an Cloudflare, OpenResty und an sonstige Anbieter.

## Apache und nginx auf OpenBSD

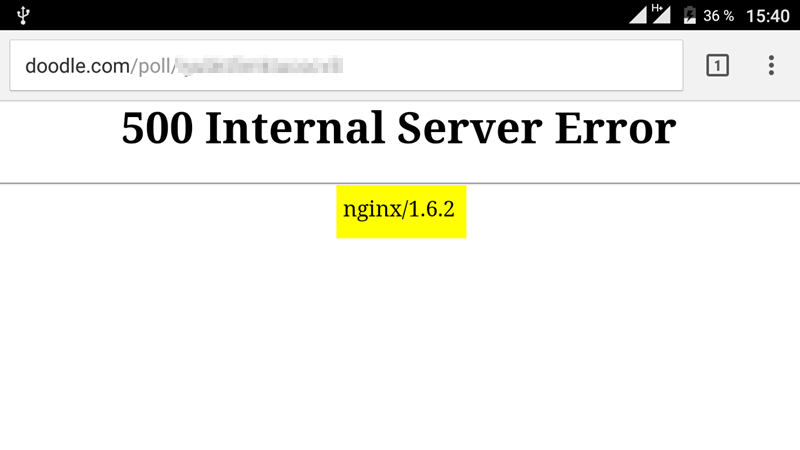
Fehlermeldung von Doodle mit der Signatur von nginx

Mit dem Betriebssystem OpenBSD 5.2 wurde nginx als Alternative zum auf Apache 1.3 basierenden Webserver mitgeliefert; in Zukunft sollte Apache ganz durch nginx ersetzt werden, was mit dem Release OpenBSD 5.5 auch umgesetzt wurde. Nginx wurde am 26. August 2014 allerdings wieder aus dem OpenBSD-Basissystem entfernt, da dem hauseigenen httpd-Dienst der Vorzug gegeben werden soll. Apache und nginx stehen für OpenBSD aber weiterhin als sogenannte Ports zur Verfügung.

## Kommerzielle Version „NGINX Plus“
Der Grundstein für die kostenpflichtige Premium-Version mit Support- und Sonderfunktionen wurde im Juli 2011 gelegt, indem das kommerzielle Unternehmen „Nginx, Inc.“ gegründet wurde, auf dessen Basis kostenpflichtiger Support und Module vertrieben werden. Die kommerzielle Version wird Unternehmen unter dem Namen „NGINX Plus“ angeboten. Gleich zu Beginn erhielt die neu gegründete Firma 3 Millionen Dollar Risikokapital von Michael Dell und anderen Kapitalgebern.
2018 erhielt nginx von verschiedenen Investoren, darunter Goldman Sachs, 43 Millionen US-Dollar. Am 11. März 2019 wurde der Kauf der Firma durch F5 Networks für 670 Millionen US-Dollar bekannt gegeben.
Am 11. Dezember 2019 wurden die Geschäftsräume von nginx Inc. wegen einer angeblichen Copyrightverletzung gegenüber Rambler Internet Holding durchsucht.